# Melchor de Marchena
Melchor de Marchena (Marchena, provincia de Sevilla, 17 de julio de 1907-Madrid, 1980) fue un guitarrista flamenco español. Su nombre auténtico era Melchor Jiménez Torres.

## Biografía
Se le considera uno de los artistas más representativos del llamado toque gitano, junto con Diego el del Gastor. Su afición al flamenco proviene de su entorno familiar en el que encontramos numerosos artistas de este arte. Su padre, El Lico, fue un guitarrista notable, su madre La Josefita fue cantaora al igual que una de sus tías conocida artísticamente como La Gilica de Marchena que creó dos cantes por Soleá. Dos de sus hermanos fueron también guitarristas Miguel el Bizco y Chico Melchor, al igual que su hijo Enrique de Melchor (1950 - 2012) que continuó con la tradición familiar.
Acompañó con la guitarra a algunos de los mejores cantaores de su época, entre ellos Manolo Caracol, Luisa Ortega, Juanito Valderrama, El Perro de Paterna, Juan de la Loma, La Niña de los Peines y Antonio Mairena.
En 1966 se le concedió el Premio Nacional de guitarra Flamenca, máximo galardón en su género. 